# پلینز آل امریکن پایپلاین
پلینز آل امریکن پایپلاین (انگلیسی: Plains All American Pipeline) شرکت نفت و گاز آمریکایی است، که در زمینه احداث و مدیریت خطوط لوله نفت خام و گاز طبیعی، همچنین ذخیره‌سازی و بازاریابی فراورده‌های نفتی در کشورهای آمریکا، مکزیک و کانادا فعالیت می‌نماید.
شرکت پلینز آل امریکن پایپلاین در سال ۱۹۹۸ راه‌اندازی شد و در حال حاضر مالک ۲۵۰۰۰ کیلومتر خط لوله، ۳۷ میلیون بشکه مخازن ذخیره‌سازی و ۳ ترمینال صادرات/واردات فراورده‌های نفتی می‌باشد.
دفتر مرکزی این شرکت در شهر هیوستون، تگزاس، ایالات متحده آمریکا قرار دارد و سهام آن در بازار بورس نیویورک معامله می‌شود.